# Panhard & Levassor Type H

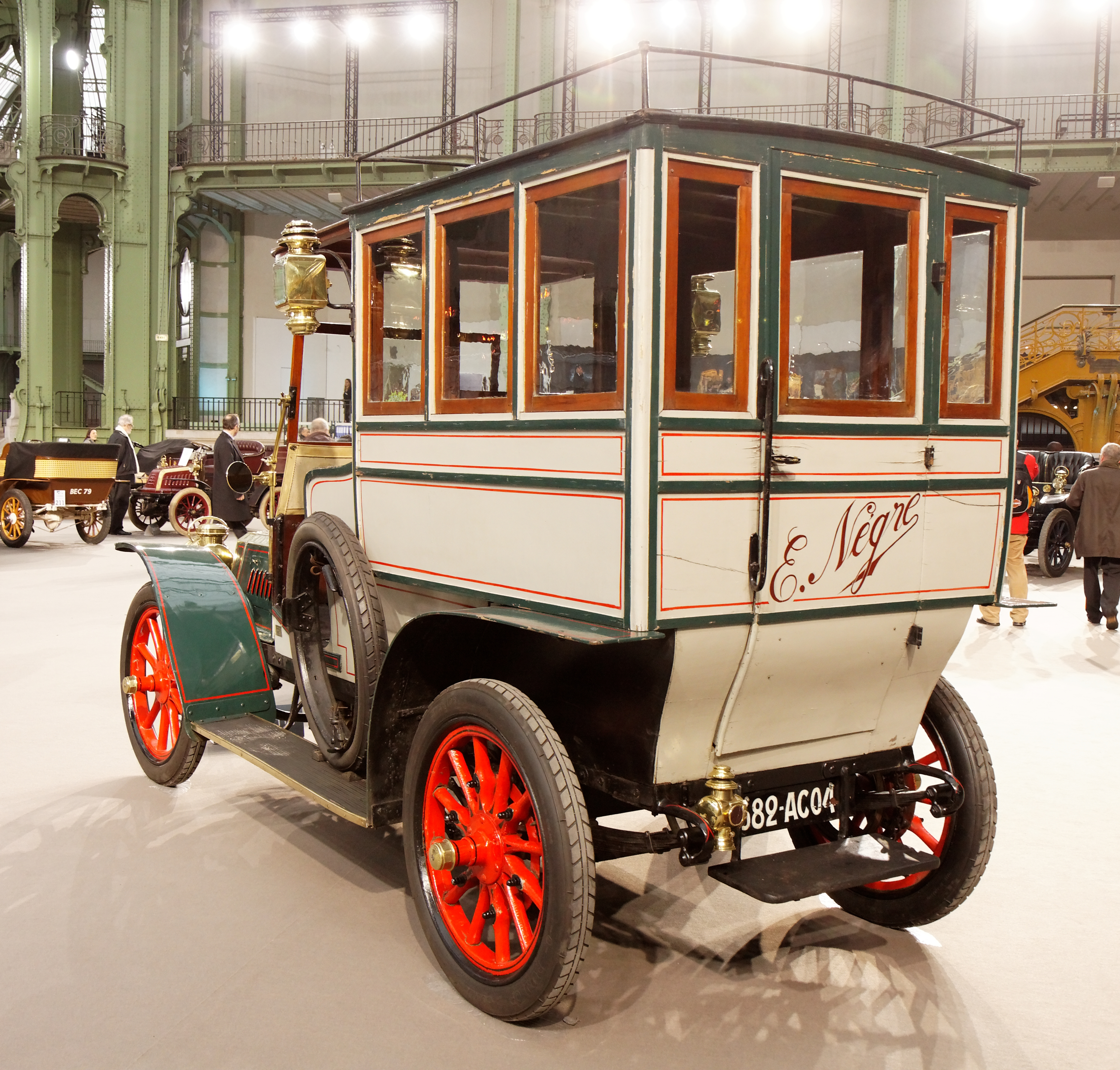
Heckansicht

Der Panhard & Levassor Type H ist ein Pkw-Modell der 1900er Jahre. Hersteller war Panhard & Levassor in Frankreich.

## Beschreibung
Die Fahrzeuge haben einen von Arthur Constantin Krebs entwickelten Ottomotor. Im Motorcode „O4R“ steht das „O“ für diesen „Centaure“ genannten Motor und die „4“ für die Anzahl der Zylinder.
Es ist ein Vierzylinder-Reihenmotor mit paarweise gegossenen Zylindern. Er hat 90 mm Bohrung, 130 mm Hub und 3308 cm³ Hubraum. Er wurde auch 15 CV genannt. Der drei Jahre lang parallel angebotene Type C hat den gleichen Motor, aber ein anderes Getriebe.
Der Radstand beträgt zwischen 277 cm und 313 cm.
1902 wurden 2 Fahrzeuge hergestellt und in den Folgejahren 8, 94 und 32. Zusammen sind das 136 Stück, von denen 14 exportiert wurden.
Ein Fahrzeug in der Karosseriebauform Kleinbus ist erhalten geblieben.